# Grote Synagoge van Boedapest

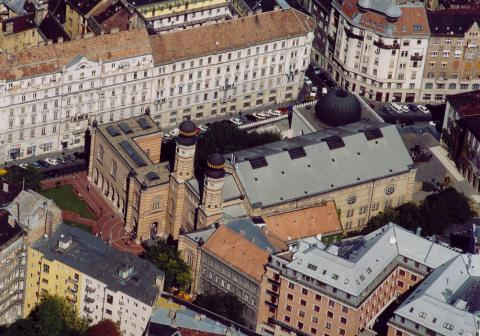
De ligging van het synagogecomplex.

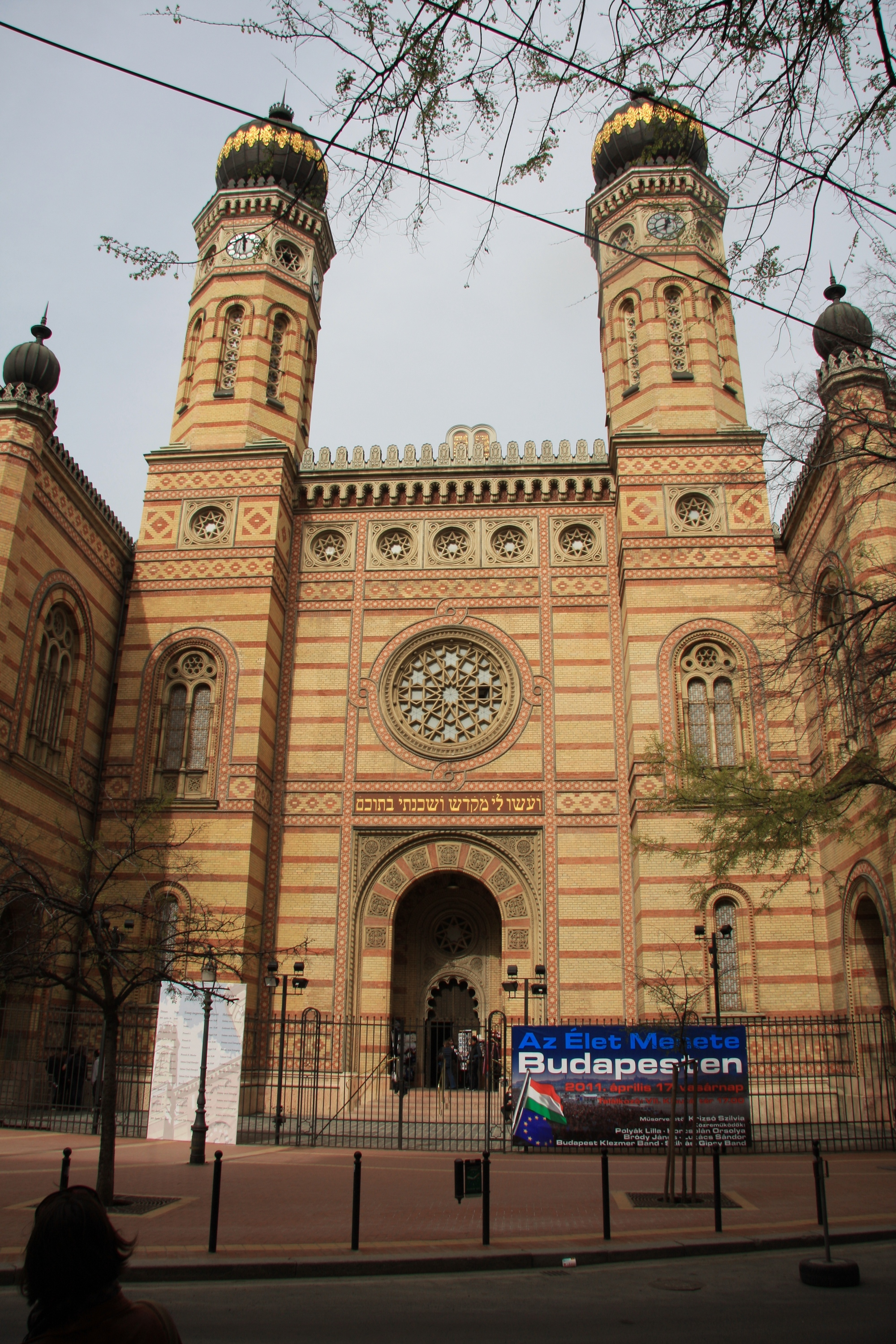
Hoofdportaal

De Grote synagoge van Boedapest (Hongaars: Nagy Zsinagóga; Hebreeuws:בית בית הכנסת הגדול של בודפשט), ook wel genoemd de synagoge aan de Dohánystraat (Tabakstraat) (Hongaars: Dohány utcai zsinagóga) of Tabaksjoel (Jiddisch: Tabak-Shul) is een synagoge in de Hongaarse hoofdstad Boedapest. Het is de grootste synagoge van Europa en de op een na grootste ter wereld. Er is plaats voor ongeveer drieduizend personen.
De synagoge staat in de voormalige Jodenwijk, heden ten dage wonen er nog een aanzienlijk aantal Joden. Het gebouw is 75 meter lang en 27 meter breed en werd tussen 1854 en 1859 in Moorse stijl gebouwd, naar het plan van de architect Ludwig Förster. Het geboortehuis van Theodor Herzl (grondlegger van het zionisme) stond naast de synagoge.

## Geschiedenis
Joden maken reeds lang deel uit van de Hongaarse bevolking. Terwijl koning Stephanus de Heilige de Joden vrijheid en privileges bood, legden andere vorsten, met name Andreas II hen beperkingen op. Tijdens de Turkse overheersing toonde dezen juist respect voor het jodendom vanwege het feit dat de islam, overigens net als het christendom, zijn wortels heeft in het jodendom.
Reeds in de 11e eeuw woonden er Joden in Boeda en in sinds de 14e eeuw ook in Pest. Door de toenemende welvaart in de 19e eeuw nam het aantal onder hen zodanig toe, dat de bestaande kleine sjoels (synagogen) te klein werden. Aanvankelijk kon men het niet eens worden over de vorm van een nieuwe tempel, maar toen na 1853 de orthodoxe denkbeelden plaatsmaakten voor een vrijere opvatting onder de neologe Joden, werd een prijsvraag uitgeschreven voor het ontwerp. Deze werd gewonnen door de Weense katholieke architect Ludwig Förster.

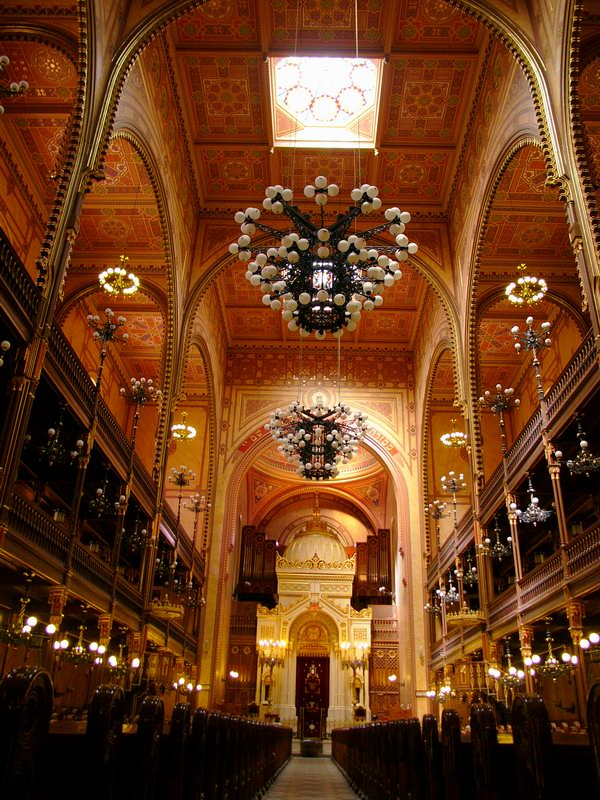
Het interieur.

## Gebouw

### Ontwerp
Leidraad bij de bouw was: respect voor de Joodse tradities én ruimte aan liberalere ideeën, volgens de traditie van het neologe judaïsme. Het gebouw dat Förster had ontworpen, was in Moorse stijl, maar met katholieke elementen, zoals de twee torens met een roosvenster in het midden. Deze Moorse stijl bevat invloeden uit de Babylonische, Assyrische, Egyptische en Turkse architectuur. De beide 43,6 meter hoge, achtkantige torens met uivormige koepels, symboliseren de zuilen, net als bij de oude Tempel van Salomo, Jachin en Boaz. De oosterse bouwstijl, een soort Joodse gotiek, verwijst naar de herkomst van de Joden. Ook het interieur deed denken aan een katholieke kerk met als basisindeling een driebeukige basiliek met apsis en dubbele bovenverdiepingen en meet 75 x 27 meter. De Thoraruimte werd ontworpen door architect Frigyes Feszl.

### Inrichting
Het gebouw biedt plaats aan 1492 mannen op de begane grond en 1472 vrouwen op de bovenverdiepingen. De middenbeuk en de twee zijbeuken worden gescheiden door bogen. De middenbeuk wordt door bogen verdeeld en afgescheiden van de Thoraruimte. Hierachter ligt de koorruimte en is het orgel geplaatst. Nieuw was ook de heldere interieurverlichting met 1600 lampen. De aanwezigheid van het orgel was niet volgens de orthodoxe traditie, maar net als bij het bouwontwerp werd ook dit aanvaard in de vrijere opvatting. Op dit orgel hebben tijdens de inauguratie zowel Franz Liszt als Camille Saint-Saëns gespeeld.

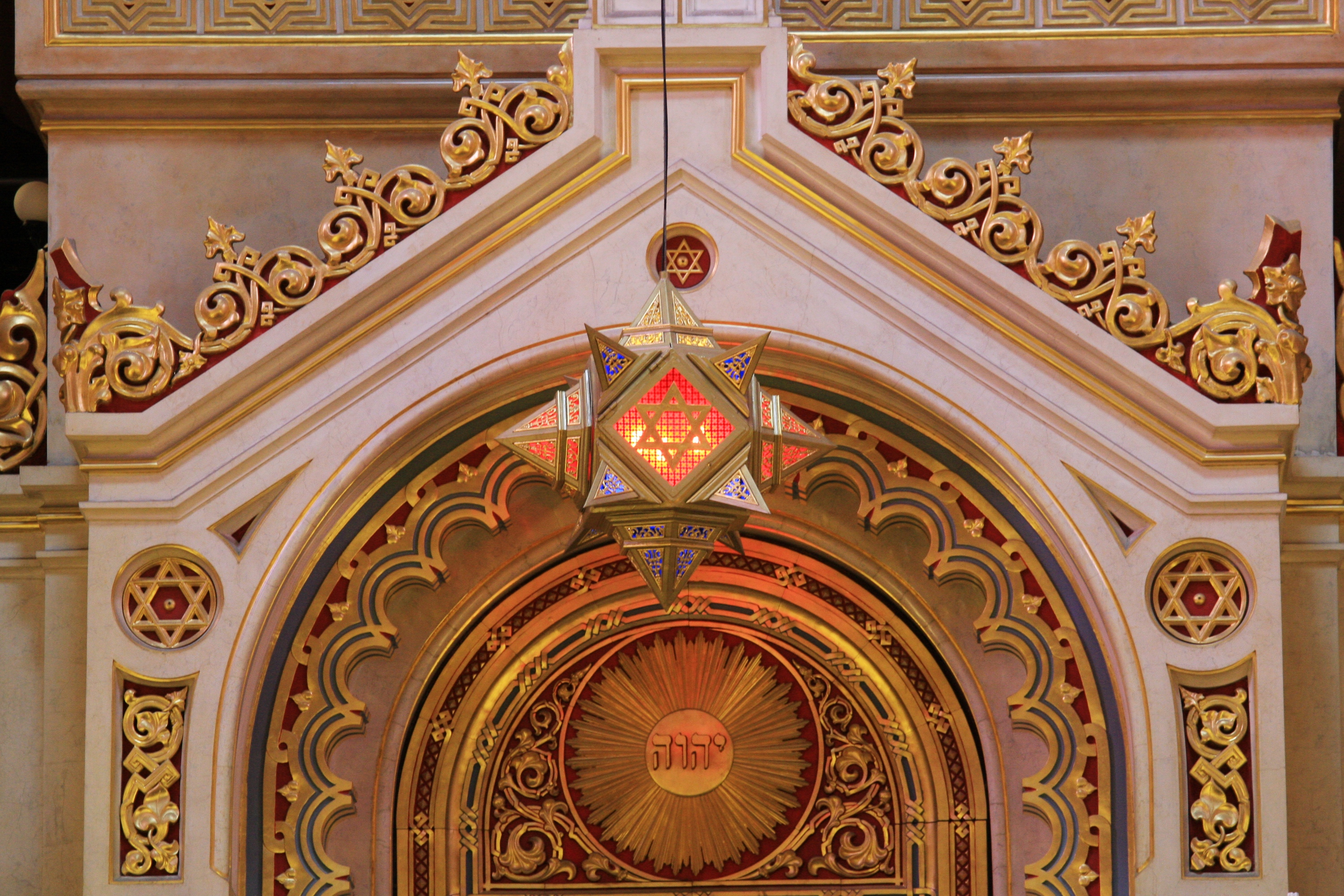
Het Eeuwig licht (ner tamid)

### Joodse kenmerken
Duidelijk aanwezige Joodse kenmerken aan en in het gebouw zijn:
- boven de ingang staat de Hebreeuwse inscriptie: „Bereid een heiligdom voor Mij, zodat Ik onder hen kan wonen”;
- de Stenen Tafelen met de Tien Geboden zijn geplaatst tussen de twee torens;
- de Ark van het Verbond, waarin zich de 25 Thorarollen bevinden;
- een kleine Davidster boven de Ark van het Verbond;
- de Hebreeuwse inscriptie op de boog tussen de Thoraruimte en de middenbeuk: „Prijs de Naam van God van de opgang tot de ondergang van de zon.”.

### Tweede Wereldoorlog en daarna
Tijdens de Tweede Wereldoorlog werd de synagoge talloze keren door bommen getroffen. Na de oorlog werd het gebouw herbouwd, maar in de jaren negentig was een ingrijpende renovatie noodzakelijk. Dankzij giften, onder meer van de Hongaars-joodse zakenvrouw Estée Lauder en een zeer grote financiering uit het fonds van filmacteur Tony Curtis, kon deze 10 miljoen dollar kostende ingreep doorgang vinden, waarbij het interieur in Byzantijnse stijl werd uitgevoerd en voorzien werd van twee nieuwe kroonluchters. De wanden en meubels werden voorzien van een laag bladgoud van 23-karaat. De inwijding vond plaats op 5 september 1996.

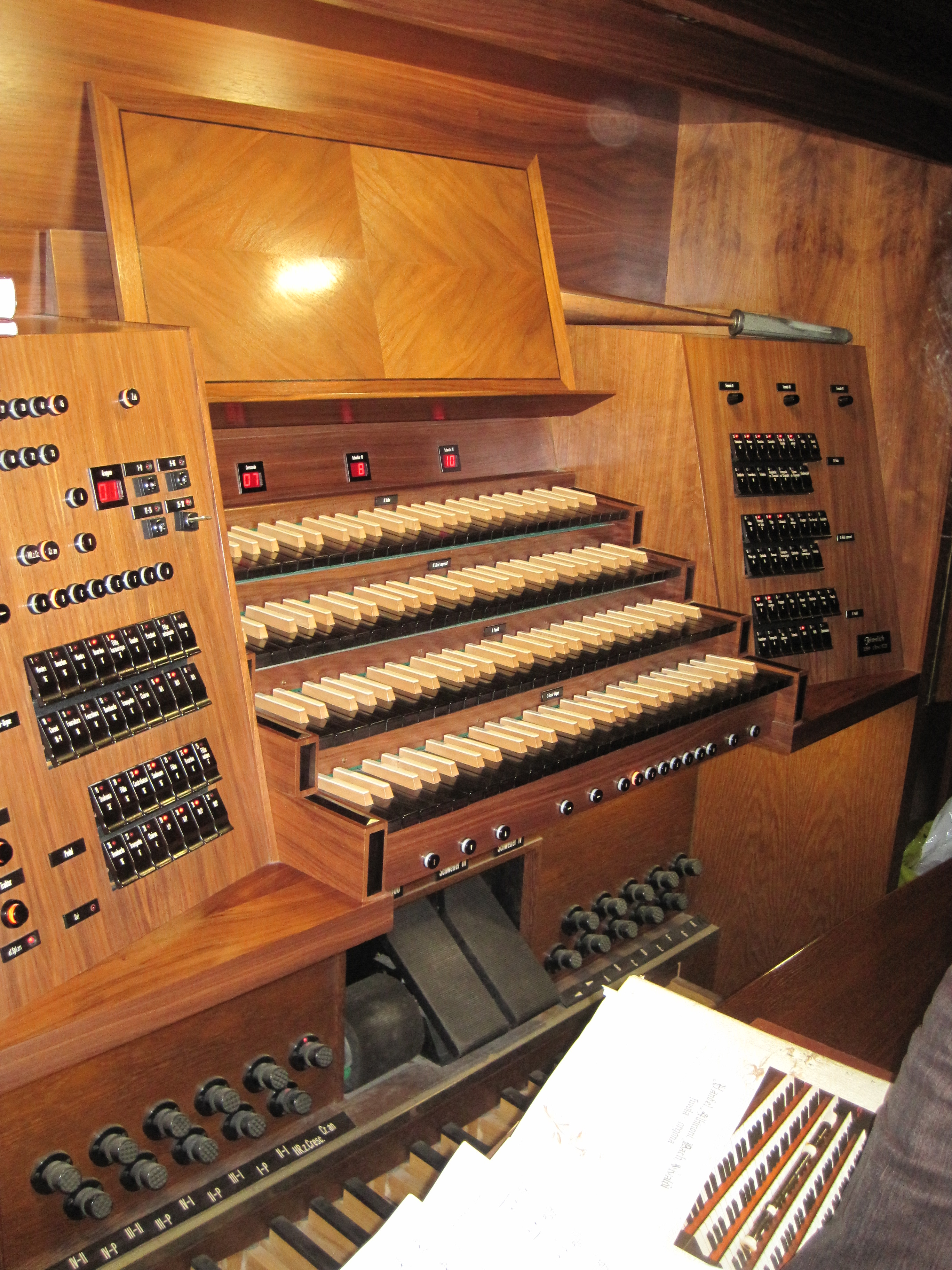
De speeltafel van het orgel.

### Orgel
Volgens de orthodoxe Joden mochten er sinds de verwoesting van de Tweede Tempel in Jeruzalem tijdens de liturgie geen andere instrumenten als de ramshoorn en de bazuin worden gebruikt. In 1853, toen de neologen onder de Joden op de orthodoxen in de meerderheid waren, werd dit dogma verlaten en de kans benut een orgel aan te schaffen. Het orgel werd gebouwd door de Thüringse Werkstatt Schulze uit Paulinzella. Ontwerper was de orgelbouwtheoreticus en componist Johann Gottlob Töpfer (1791-1870). Het kreeg vier klavieren, 70 registers en 5000 pijpen. Het werd meteen het grootste orgel in Hongarije. In 1902 en 1931 werd het gemoderniseerd en kreeg het een elektropneumatische tractuur. Door gebrek aan onderhoud raakte het orgel in verval. In 1996 werd het door orgelbouwer Jehmlich Orgelbau in Dresden herbouwd tot een Frans romantisch orgel met vier manualen, pedaal en 63 registers, met behoud van zo veel mogelijk oude pijpen. Hierdoor behield het orgel zijn kenmerkende fluwelen klank. Op het vierde manuaal laat zich het echowerk bespelen, waarbij de Hongaarse orgelbouwer BKM de op afstand elektrisch bedienbare 10 registers construeerde. De registers zijn: mechanische tractuur op de registers voor het hoofdwerk en elektrische tractuur op de registers voor het echowerk. In 2004 bespeelde Xaver Varnus het orgel voor 7200 toehoorders.

## Het synagogecomplex
Rondom de Grote Synagoge zijn verschillende monumenten.

### Geboortehuis Theodor Herzl
In het huis naast de Grote Synagoge is Theodor Herzl, de grondlegger van het hedendaagse politieke zionisme, geboren en opgegroeid. Tussen 1930 en 1931 werd op deze plek het Joods Museum (Nemzeti Zsido Muzeum) gebouwd, vast aan de synagoge.

### De Heldentempel
De Heldentempel of Synagoge der Helden herinnert aan de in de Eerste Wereldoorlog omgekomen 10.000 Joodse soldaten en werd gebouwd achter het Joods Museum. Hij is ontworpen in Byzantijnse stijl door László Vágó en Ferenc Faragó en biedt plaats aan 250 mensen en werd in 1931 geopend.

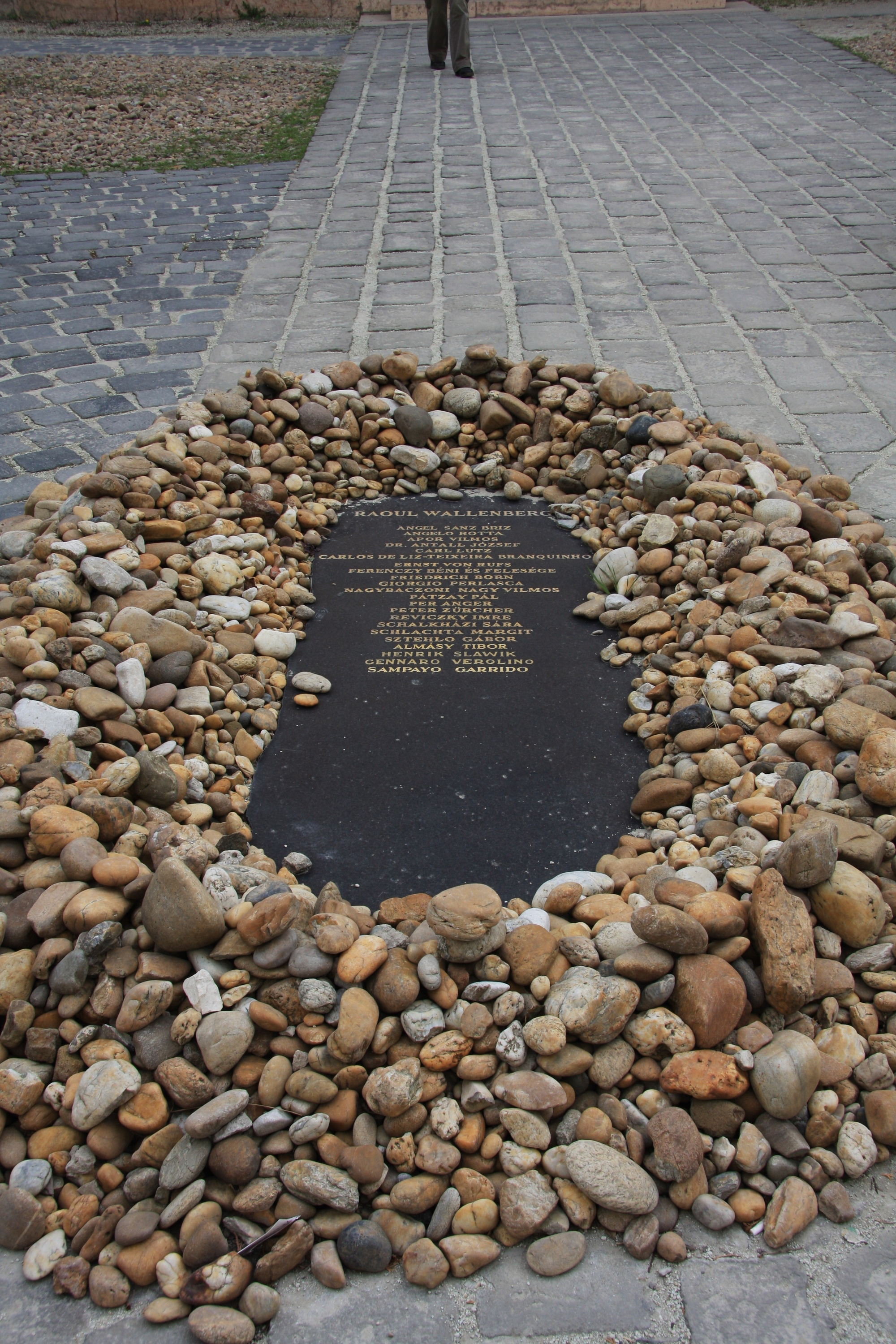
Gedenksteen voor Raoul Wallenberg

### Herdenkingspark
Achter de synagoge bevindt zich de Tuin der Rechtvaardigen of het Raoul Wallenbergherdenkingspark, dat herinnert aan de Zweedse diplomaat die tienduizenden Hongaarse Joden in de Tweede Wereldoorlog van de dood wist te redden.
Aanvankelijk was dit park ingericht als een fraaie tuin. Hongarije was tot maart 1944 bondgenoot van Duitsland, maar dit veranderde, toen Hitler Hongarije binnenviel en achter de synagoge de wijk met de naam Elisabethstad werd ommuurd en als een Joods getto werd ingericht voor 200.000 Joden. De synagoge en de tuin behoorden eveneens tot het getto. Onder leiding van Gestapo-chef Adolf Eichmann werd de gehele plattelandsbevolking, vanaf mei 1944 tot zelfs bij de nadering van het Russische leger, naar Auschwitz gedeporteerd en werden 600.000 Joden, van wie 90% van het platteland afkomstig was, vermoord of verloren op andere wijze het leven.
Het Russisch leger bevrijdde op 18 januari 1945 het getto, maar desondanks vonden nog 10.000 Joden de dood, doordat zij door Pijlkruisers werden vermoord, uitgemergeld of zwaar verminkt waren, en werden als martelaren begraven in massagraven in de tuin.

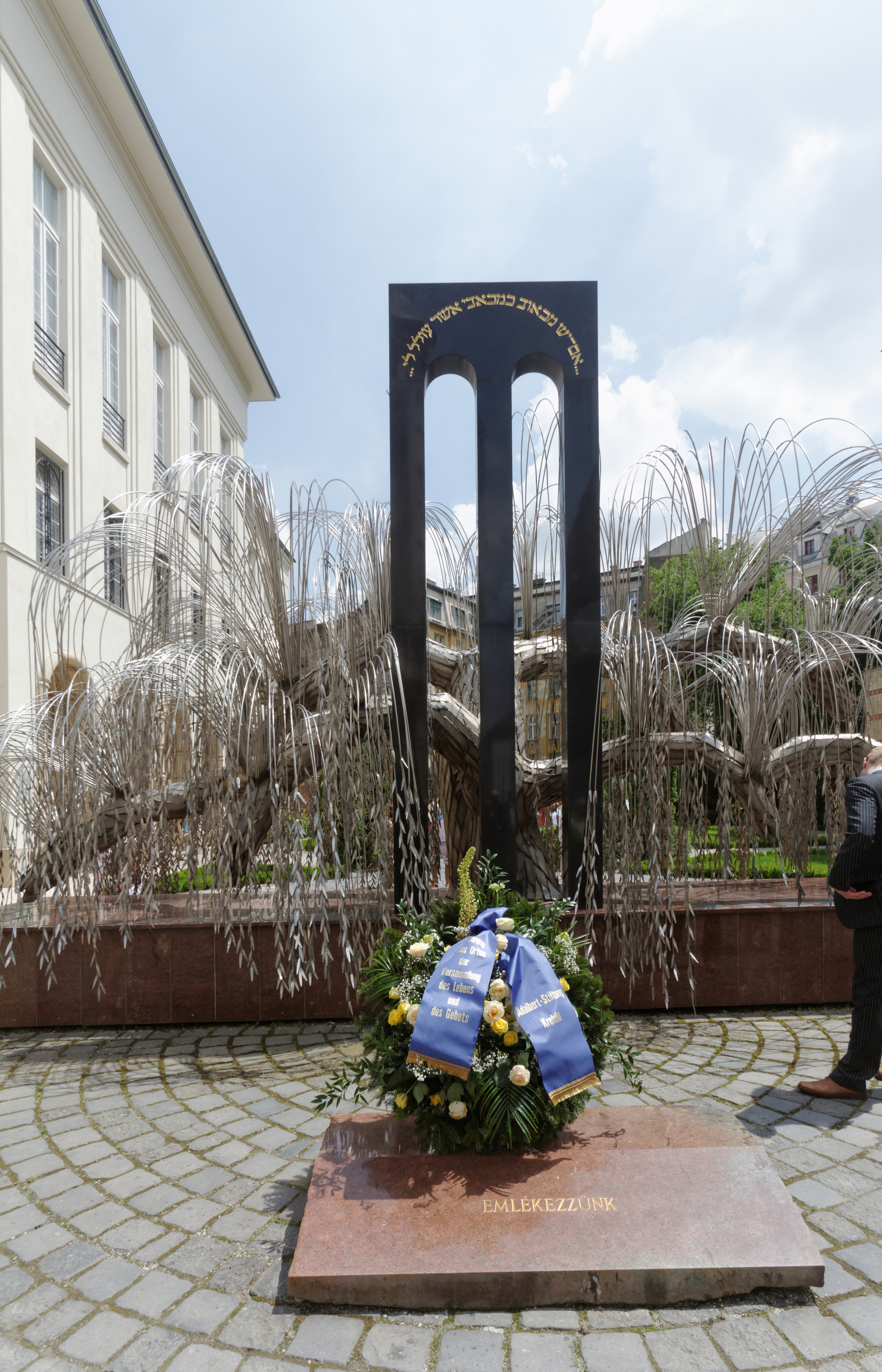
De Levensboom (een omgekeerde menora) met 4000 blaadjes met daarop de namen van de 600.000 in de Tweede Wereldoorlog vermoorde Joden uit Hongarije.

### Holocaustherdenkingsboom
De Holocaustherdenkingsboom bevindt zich in het herdenkingspark. De Levensboom, een treurwilg, symboliseert een omgekeerde menora en is vervaardigd uit roestvrij staal met 4000 zilveren blaadjes, die de namen dragen van alle 600.000 in de Tweede Wereldoorlog vermoorde Hongaarse Joden. De boom is ontworpen door de kunstenaar Imre Varga en werd in 1989 geplaatst door de Emánuel Stichting. Op de dubbele zwarte boog die bij de boom is geplaatst, staat de inscriptie: Is er grotere pijn dan die van mij?. Op een gedenksteen staat de bekende Hebreeuwse tekst uit de Talmoed: Wie één ziel redt, redt de hele wereld.
Achter dit monument staat een zwarte kolom met vier rode kleinere kolommen, die de niet-Joden symboliseren die Joden hielpen in de Tweede Wereldoorlog: Raoul Wallenberg, Angelo Rotta, Carl Lutz, Giorgio Perlasca en Carlos de Liz Texeira Branquinho.